# Großer Preis von Belgien 1935

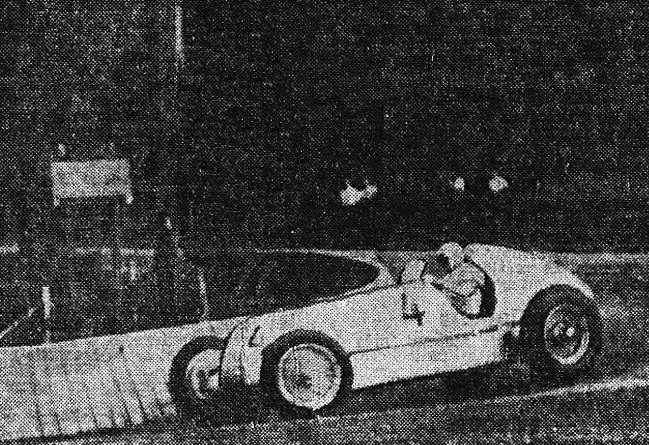
Der zweitplatzierte Manfred von Brauchitsch im Mercedes-Benz W 25

Der VI. Große Preis von Belgien fand am 14. Juli 1935 auf dem Circuit de Spa-Francorchamps statt. Als Grande Épreuve zählte er zur Grand-Prix-Europameisterschaft 1935 und wurde nach den Bestimmungen der Internationalen Grand-Prix-Formel (Rennwagen bis maximal 750 kg Leergewicht; 85 cm Mindestbreite; Renndistanz mindestens 500 km) über 34 Runden à 14,864 km ausgetragen, was einer Gesamtdistanz von 505,38 km entsprach.
Sieger wurde Rudolf Caracciola auf einem Mercedes-Benz W 25.

## Rennen
Schon öfters in seiner Geschichte hatte der Große Preis von Belgien nur mit einem recht kleinen Teilnehmerfeld aufwarten können. In diesem Jahr lag dies allerdings nicht allein an dem Umstand, dass der belgische Automobilclub wie üblich äußerst wählerisch beim Versenden von Einladungen für das Rennen gewesen war, sondern auch daran, dass das Team der Auto Union AG nach dem Debakel beim vorangegangenen französischen Grand Prix eine Rennpause einlegte, sich stattdessen besser auf den bevorstehenden Großen Preis von Deutschland vorbereiten zu können. Auch bei Maserati hatte sich der neue Grand-Prix-Typ Maserati V8-RI beim ersten Einsatz in Reims als noch nicht wirklich einsatzfähig erwiesen, so dass die alleinige Herausforderung für das bislang dominierende Team von Mercedes-Benz, in der gewohnten Besetzung mit Rudolf Caracciola, Luigi Fagioli und Manfred von Brauchitsch, in den beiden Alfa Romeo Tipo B der Scuderia Ferrari mit Louis Chiron und René Dreyfus am Steuer bestand. Immerhin war auch das kränkelnde Bugatti-Team wieder einmal mit drei Wagen vertreten, gefahren von Jean-Pierre Wimille und Piero Taruffi an der Seite von Altmeister Robert Benoist.
In Abwesenheit von Tazio Nuvolari, dem einzigen Fahrer, der zumindest ab und zu in der Lage war, die maschinelle Unterlegenheit seines Alfa Romeo durch Einsatz und Fahrkönnen wettzumachen, stand damit der Ausgang des Rennens von vorneherein praktisch kaum in Frage. Aus der Startaufstellung, die hier wieder wie noch immer üblich ausgelost worden war, katapultierte sich Caracciola mit seinem Mercedes auch direkt in Führung und noch vor Ende der ersten Runde hatte sich hinter ihm sein Teamkollege von Brauchitsch an fünf Konkurrenten vorbei auf den zweiten Platz vorgearbeitet. Eine Runde später war schließlich auch Fagioli an Wimilles Bugatti vorbei und mit der Dreifachführung seiner Wagen konnte Mercedes-Benz-Rennleiter Alfred Neubauer an das Trio kurz darauf das Zeichen zur kontrollierten Fahrweise geben, ohne dass die Formation durch Chiron und Dreyfus mit den beiden Alfa Romeo irgendwie in Gefahr geraten wäre.
Allerdings bereiteten Neubauer seine Fahrer nun selbst Probleme, denn während von Brauchitsch wieder einmal im Pech war und durch einen längeren Reparaturstopp weit ans Ende des Felds zurückgeworfen wurde, war Fagioli offenbar nicht länger bereit, sich der ausgegebenen Rangordnung zu beugen. Obwohl er laufend von den Boxen aus angewiesen wurde, seine Geschwindigkeit zu reduzieren, begann er, Caracciola zunehmend unter Druck zu setzen. Um den sicheren Sieg nicht aufs Spiel zu setzen, sah Neubauer schließlich keine andere Möglichkeit mehr, als Fagioli in Runde 23 zum Rapport an die Box zu bestellen, woraufhin der Italiener wutschnaubend aus dem Auto sprang und die Boxen zu Fuß verließ. Sein verwaistes Cockpit übernahm schließlich von Brauchitsch, allerdings erst, nachdem Chrion und Dreyfus an ihm vorbei auf die Positionen zwei und drei gefahren waren. Nach 30 Runden war der von Brauchitsch aber schließlich wieder vor den beiden Alfa Romeos und konnte das Rennen hinter Caracciola schließlich doch noch als Zweiter beenden.

## Ergebnisse

### Meldeliste
| Team                       | Nr. | Fahrer                  | Info | Chassis              | Motor                                   | Reifen |
| -------------------------- | --- | ----------------------- | ---- | -------------------- | --------------------------------------- | ------ |
| Daimler-Benz AG            | 02  | Rudolf Caracciola       |      | Mercedes-Benz W 25B  | Mercedes-Benz M 25 B 4.0L I8 Kompressor | C      |
| Daimler-Benz AG            | 04  | Manfred von Brauchitsch |      | Mercedes-Benz W 25B  | Mercedes-Benz M 25 B 4.0L I8 Kompressor | C      |
| Daimler-Benz AG            | 06  | Luigi Fagioli a         |      | Mercedes-Benz W 25B  | Mercedes-Benz M 25 B 4.0L I8 Kompressor | C      |
| Daimler-Benz AG            |     | Hermann Lang            | RES  |                      |                                         | C      |
| Automobiles Ettore Bugatti | 08  | Robert Benoist          |      | Bugatti T59          | Bugatti 3.3L I8 Kompressor              | M      |
| Automobiles Ettore Bugatti | 10  | Jean-Pierre Wimille     |      | Bugatti T59          | Bugatti 3.3L I8 Kompressor              | M      |
| Automobiles Ettore Bugatti | 12  | Piero Taruffi           |      | Bugatti T59          | Bugatti 3.3L I8 Kompressor              | M      |
| Scuderia Ferrari           | 14  | Louis Chiron            |      | Alfa Romeo Tipo B/P3 | Alfa Romeo 3.2L I8 Kompressor           | E      |
| Scuderia Ferrari           | 16  | René Dreyfus b          |      | Alfa Romeo Tipo B/P3 | Alfa Romeo 3.2L I8 Kompressor           | E      |
| Scuderia Ferrari           |     | Attilio Marinoni        | RES  |                      |                                         | E      |
| Raymond Sommer             | 18  | Raymond Sommer          |      | Alfa Romeo Tipo B/P3 | Alfa Romeo 3.2L I8 Kompressor           |        |
| Conte de Villapadierna     | 20  | Marcel Lehoux           |      | Maserati 6C-34       | Maserati 3.7L I6 Kompressor             |        |
| Conte de Villapadierna     | 22  | José de Villapadierna   | DNA  | Maserati 8CM         | Maserati 3.0L I8 Kompressor             |        |

## Startaufstellung
Die Startpositionen wurden nicht anhand der Trainingszeiten vergeben, sondern ausgelost.
|         | Dreyfus         |         | Lehoux  |            |
|         |                 |         |         |            |
| Chiron  |                 | Wimille |         | Caracciola |
|         |                 |         |         |            |
|         | von Brauchitsch |         | Taruffi |            |
|         |                 |         |         |            |
| Fagioli |                 | Benoist |         | Sommer     |

### Rennergebnis
| Pos. | Fahrer                                | Konstrukteur  | Runden | Stopps | Zeit         | Start | Schnellste Runde | Ausfallgrund | EM-Punkte |
| ---- | ------------------------------------- | ------------- | ------ | ------ | ------------ | ----- | ---------------- | ------------ | --------- |
| 01   | Rudolf Caracciola                     | Mercedes-Benz | 34     |        | 3:12:31,0 h  | 3     | 5:27,0 min       |              | 1         |
| 02   | Luigi Fagioli Manfred von Brauchitsch | Mercedes-Benz | 34     |        | + 1:37,0 min | 8     | 5:26,0 min       |              | 2 / -     |
| 03   | Louis Chiron                          | Alfa Romeo    | 34     |        | + 2:16,0 min | 5     | 5:36,0 min       |              | 3         |
| 04   | René Dreyfus Attilio Marinoni         | Alfa Romeo    | 34     |        | + 5:23,0 min | 2     | 5:36,0 min       |              | 4 / 8     |
| 05   | Robert Benoist                        | Bugatti       | 31     |        | + 3 Runden   | 9     | 5:51,0 min       |              | 4         |
| 06   | Marcel Lehoux                         | Maserati      | 31     |        | + 3 Runden   | 1     | 6:03,0 min       |              | 4         |
| 07   | Piero Taruffi                         | Bugatti       | 30     |        | + 4 Runden   | 7     | 5:45,0 min       |              | 4         |
| —    | Manfred von Brauchitsch               | Mercedes-Benz | 15     |        | DNF          | 6     | 5:23,0 min       | Motorschaden | 6         |
| —    | Raymond Sommer                        | Alfa Romeo    | 8      |        | DNF          | 10    | 6:01,0 min       | Mechanik     | 7         |
| —    | Jean-Pierre Wimille                   | Bugatti       | 7      |        | DNF          | 4     | 5:46,0 min       | Motorschaden | 7         |